# Списак музичких албума објављених у 2011. години
Овај чланак садржи списак музичких албума који су објављени током 2011. године.

## Март
| Датум    | Извођач(и)     | Назив албума |
| -------- | -------------- | ------------ |
| 22. март | The Strokes    |              |
| 29. март | Britney Spears |              |

## Април
| Датум     | Извођач(и)   | Назив албума |
| --------- | ------------ | ------------ |
| 5. април  | Maritime     |              |
| 12. април | Foo Fighters |              |

## Мај
| Датум   | Извођач(и)     | Назив албума |
| ------- | -------------- | ------------ |
| 3. мај  | Jennifer Lopez |              |
| 10. мај | The Cars       |              |

## Октобар
| Датум       | Извођач(и)     | Назив албума |
| ----------- | -------------- | ------------ |
| 11. октобар | Evanescence    |              |
| 24. октобар | Kelly Clarkson |              |

## Новембар
| Датум        | Извођач(и) | Назив албума |
| ------------ | ---------- | ------------ |
| 15. новембар | Vile       |              |
| 20. новембар | Frozen     |              |